# Blanqueta de Limós
La Blanqueta de Limós —blanqueta de Llimós, o blanquette de Limoux en francès— és un vi escumós originari de l'Aude, amb Appellation d'origine contrôlée (AOC) per decret des del 18 de febrer de 1938, esdevenint en el primer vi creat a la vinya del Llenguadoc i un dels primers AOC de França. Hi han dues varietats: la «blanqueta de Limós brute» i la «blanqueta de Limós mètode ancestral», i és considerat l'escumós més antic del món.
Com el seu nom indica, aquest escumós es produeix a la zona de Limós, a Occitània. De fet, se n'atribueix la seva creació a l'abadia propera de Sant Hilari.
La Blanqueta es produeix a partir del raïm propi de la zona: la varietat blanca mausac (en francès: mauzac), que ha de ser utilitzat com a mínim en un 90%. Aquest percentatge mínim es combina amb un toc de chardonnay i de chenin blanc. El nom de Blanqueta ve del color blanquinós propi del dessota de les fulles del raïm mausac.
Titus Livius ja va elogiar a l'antiga Roma els vins blancs de l'Aude i concretament els de Limós, malgrat no eren encara efervescents; de fet, l'historiador romà els va definir com a «vins de la llum», blancs, fins i afruitats. Des de llavors diversos escrits certifiquen de la fabricació i l'exportació d'ampolles de vi blanc procedents de la regió, i al llarg de l'edat mitjana, s'observa que de vegades alguns vins es tornaven espontàniament efervescents. Aquest fenomen va ser constatat pels monjos benedictins de l'abadia de Sant Hilari l'any 1531 a partir de la transformació del vi blanc tradicional de la regió, fet que faria de la Blanqueta de Limós el vi escumós més antic del món.